# Oficiul Național de Prevenire și Combatere a Spălării Banilor
Oficiul Național de Prevenire și Combatere a Spălării Banilor (ONPCSB) este un organ de specialitate cu personalitate juridică aflat subordinea Ministerului Finanțelor Publice. Scopul acestui organ este activitatea de  prevenire și combatere a spălării banilor și a finanțării actelor de terorism. În acest scop, acest organ primește, analizează, prelucrează informații și sesizează Parchetul de pe lângă Înalta Curte de Casație și Justiție. Dacă se constată existența unor operațiuni suspecte de finanțare a unor acte de terorism  oficul sesizează de îndată și Serviciul Român de Informații.
ONPCSB și-a început activitatea din anul 1999.